# Charles Ehresmann

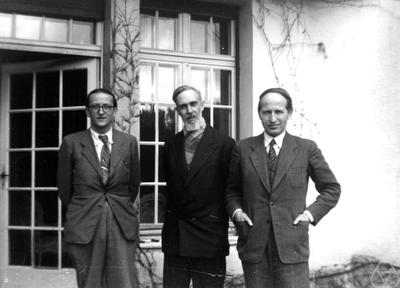
Charles Ehresmann (rechts) an der Topologietagung 1949 in Oberwolfach, zusammen mit Paul Vincensini (Mitte) und Georges Reeb (links).

Charles Ehresmann (* 19. April 1905 in Straßburg; † 22. September 1979 in Amiens) war ein französischer Mathematiker, der zu den Begründern von Bourbaki gehörte. Er beschäftigte sich mit Differentialtopologie und Kategorientheorie.

## Leben
Ehresmanns Vater war Gärtner und er stammte aus einer elsässisch sprechenden Familie. Er besuchte die Schule in Straßburg und ab 1924 die École normale supérieure (ENS) in Paris. Nach seinem Abschluss 1927 leistete er den Militärdienst und lehrte dann 1928 bis 1929 an einem französischen Gymnasium in Rabat in Marokko. 1930/31 studierte er in Göttingen und 1932 bis 1934 in Princeton. 1934 wurde er in Paris an der ENS bei Élie Cartan mit der Dissertation Sur la topologie de certains espaces homogènes promoviert und war dann Forscher am CNRS. Er untersuchte die Homologie verschiedener Mannigfaltigkeiten wie die der klassischen Gruppen, homogener Räume und Graßmann-Mannigfaltigkeiten. 1935 bis 1937 war er aktiv im Seminar von Gaston Julia, dem Vorläufer der Bourbaki-Seminare. 1939 war er Dozent in Straßburg, wich mit den anderen Fakultätsangehörigen bei der deutschen Besetzung 1940 nach Clermont-Ferrand aus, wohin die französische Universität Straßburg ausgelagert worden war. Nach dem deutschen Rückzug aus Frankreich, kehrte Ehresmann 1945 zurück nach Straßburg. 1955 wurde er Professor für Topologie in Paris, zunächst an der Sorbonne und nach den Neugründungen Pariser Universitäten 1969 an der Universität Paris VII Denis Diderot. 1975 emeritierte er. Im Ruhestand gab er noch bis 1978 Vorlesungen in Amiens (Université de Picardie), wohin er zog, da seine zweite Frau Andrée Charles-Ehresmann dort Professorin für Mathematik war. Außerdem hatte er Gastprofessuren unter anderem in Yale, Princeton, Brasilien (São Paulo, Rio de Janeiro), Buenos Aires, Mexiko, Montreal und am Tata Institut in Bombay.
Ehresmann war ein Pionier in der Differentialtopologie, wo er das Konzept der Faserräume aufbauend auf Arbeiten von Herbert Seifert und Hassler Whitney entwickelte (parallel zu Norman Steenrod in den USA). Ab 1957 war er führend in der Entwicklung der Kategorientheorie beteiligt. Unabhängig von Heinz Hopf führte er Fastkomplexe Mannigfaltigkeiten ein.
Seine gesammelten Werke erschienen 1980 bis 1983 in sieben Bänden (Vier Bände bei der Imprimerie Evrard, Amiens, Supplemente in den von ihm gegründeten Cahiers de topologie et de Géométrie différentielle), herausgegeben von seiner Frau. Zu seinen Doktoranden (über 70) zählen Georges Reeb, Wu Wenjun, André Haefliger, Paulette Libermann, Jacques Feldbau und Valentin Poénaru.
1965 erschien sein Buch Catégories et structures bei Dunod in Paris, 1969 seine Algèbre.
Er war Ehrendoktor der Universität Bologna. 1965 war er Präsident der Société Mathématique de France.